# Magdalena Żak
Magdalena Żak (ur. 24 września 1999 w Częstochowie) – polska aktorka.
Studentka Wydziału Aktorskiego Akademii Sztuk Teatralnych w Krakowie.
Na ekranie zadebiutowała w 2015 roku, w serialu Mąż czy nie mąż w reżyserii Pawła Maślony. 

## Filmografia
- 2015: Mąż czy nie mąż jako Zuzia Jarecka, córka Marty i Michała
- 2015: Powidoki jako dziewczynka
- 2016: Ojciec Mateusz jako Diana Świerczewska (odc. 180)
- 2016: O mnie się nie martw jako Iza, dziewczyna Grześka
- 2017: Na Wspólnej jako Tamara (odc. 2554, 2579, 2587, 2591)
- 2017: Najlepszy jako pacjentka ośrodka terapii uzależnień
- 2017: Cicha noc jako Gośka
- 2018-2021: Znaki jako Nina, córka Michała Treli
- 2018: Barwy szczęścia jako Jowita Jezierska
- 2019 Walcząca jako Anna Smoleńska
- 2019: Ojciec Mateusz jako Weronika Kalicka, wnuczka Ludwiki (odc. 282)
- 2019: Na dobre i na złe jako Ola Laskowska (odc. 745)
- 2020–2021: Osaczony jako Dominika Górska, córka Anity i Michała
- 2021: Komisarz Mama jako Laura Lewicka, córka Daniela (odc. 17)
- 2022: Stulecie Winnych jako Iza, koleżanka Małgosi (odc. 44, 46, 47, 48, 49)
- 2023: Lipowo. Zmowa milczenia jako Ewa Rosół, córka Janusza (odc. 1, 2, 3, ,4 ,5, 6, 7)
- 2023: Kiedy ślub? jako Justyna (odc, 1, 2, 6, 7, 8)
- 2024: Ojciec Mateusz jako Wanda Świerzawska w młodości (odc. 401)
- 2024: Czerwone maki jako sanitariuszka Pola[2]
- 2025: Królowie jako Miłka